# La Bridoire
La Bridoire est une commune française située dans l'Avant-Pays savoyard, dans le département de la Savoie en région Auvergne-Rhône-Alpes.

## Géographie

### Situation et description

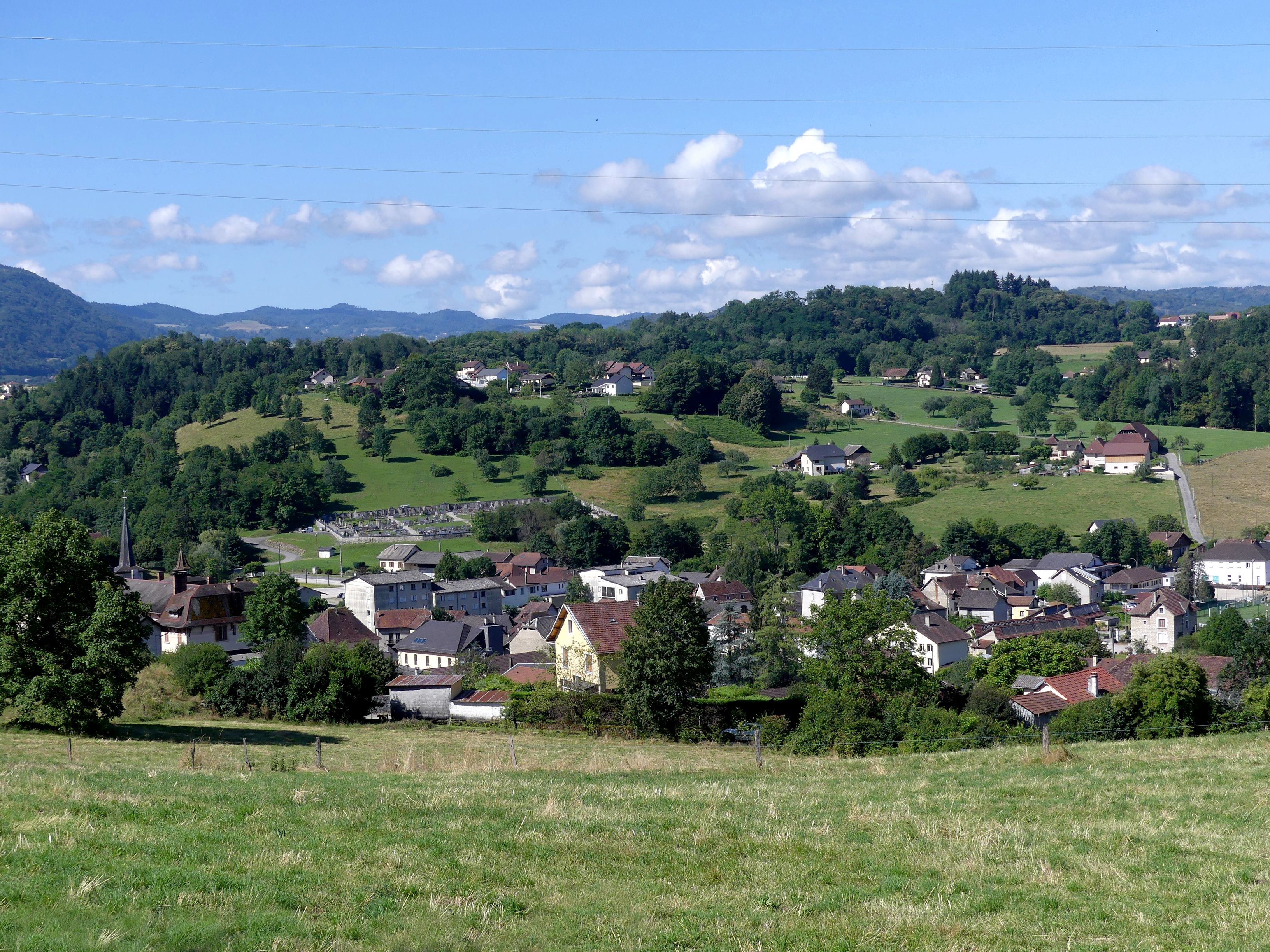
Le chef-lieu de La Bridoire.

Située dans la partie occidentale du département de la Savoie, la commune de La Bridoire  est rattachée à la communauté de communes Val Guiers.

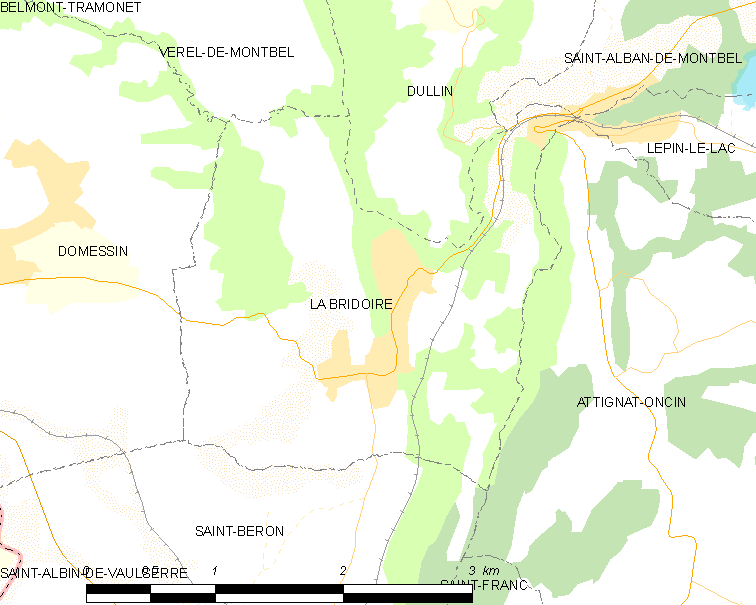
Situation de La Bridoire.

### Climat
Pour des articles plus généraux, voir Climat d'Auvergne-Rhône-Alpes et Climat de la Savoie.
En 2010, le climat de la commune est de type climat des marges montargnardes, selon une étude du Centre national de la recherche scientifique s'appuyant sur une série de données couvrant la période 1971-2000. En 2020, Météo-France publie une typologie des climats de la France métropolitaine dans laquelle la commune est exposée à un climat de montagne ou de marges de montagne et est dans la région climatique Alpes du nord, caractérisée par une pluviométrie annuelle de 1 200 à 1 500 mm, irrégulièrement répartie en été.
Pour la période 1971-2000, la température annuelle moyenne est de 10,9 °C, avec une amplitude thermique annuelle de 19,2 °C. Le cumul annuel moyen de précipitations est de 1 263 mm, avec 9,9 jours de précipitations en janvier et 7,8 jours en juillet. Pour la période 1991-2020, la température moyenne annuelle observée sur la station météorologique de Météo-France la plus proche, « Pont-de-Beauvoisin », sur la commune du Pont-de-Beauvoisin à 6 km à vol d'oiseau, est de 11,8 °C et le cumul annuel moyen de précipitations est de 1 166,3 mm,. Pour l'avenir, les paramètres climatiques de la commune estimés pour 2050 selon différents scénarios d'émission de gaz à effet de serre sont consultables sur un site dédié publié par Météo-France en novembre 2022.

## Urbanisme

### Typologie
Au 1er janvier 2024, La Bridoire est catégorisée bourg rural, selon la nouvelle grille communale de densité à sept niveaux définie par l'Insee en 2022.
Elle appartient à l'unité urbaine du Pont-de-Beauvoisin, une agglomération inter-départementale regroupant treize  communes, dont elle est une commune de la banlieue,,. Par ailleurs la commune fait partie de l'aire d'attraction de Chambéry, dont elle est une commune de la couronne,. Cette aire, qui regroupe 115 communes, est catégorisée dans les aires de 200 000 à moins de 700 000 habitants,.

### Occupation des sols
L'occupation des sols de la commune, telle qu'elle ressort de la base de données européenne d’occupation biophysique des sols Corine Land Cover (CLC), est marquée par l'importance des territoires agricoles (54 % en 2018), en diminution par rapport à 1990 (56,4 %). La répartition détaillée en 2018 est la suivante : 
forêts (34,7 %), prairies (28,3 %), zones agricoles hétérogènes (25,7 %), zones urbanisées (11,3 %).
L'IGN met par ailleurs à disposition un outil en ligne permettant de comparer l’évolution dans le temps de l’occupation des sols de la commune (ou de territoires à des échelles différentes). Plusieurs époques sont accessibles sous forme de cartes ou photos aériennes : la carte de Cassini (XVIIIe siècle), la carte d'état-major (1820-1866) et la période actuelle (1950 à aujourd'hui).

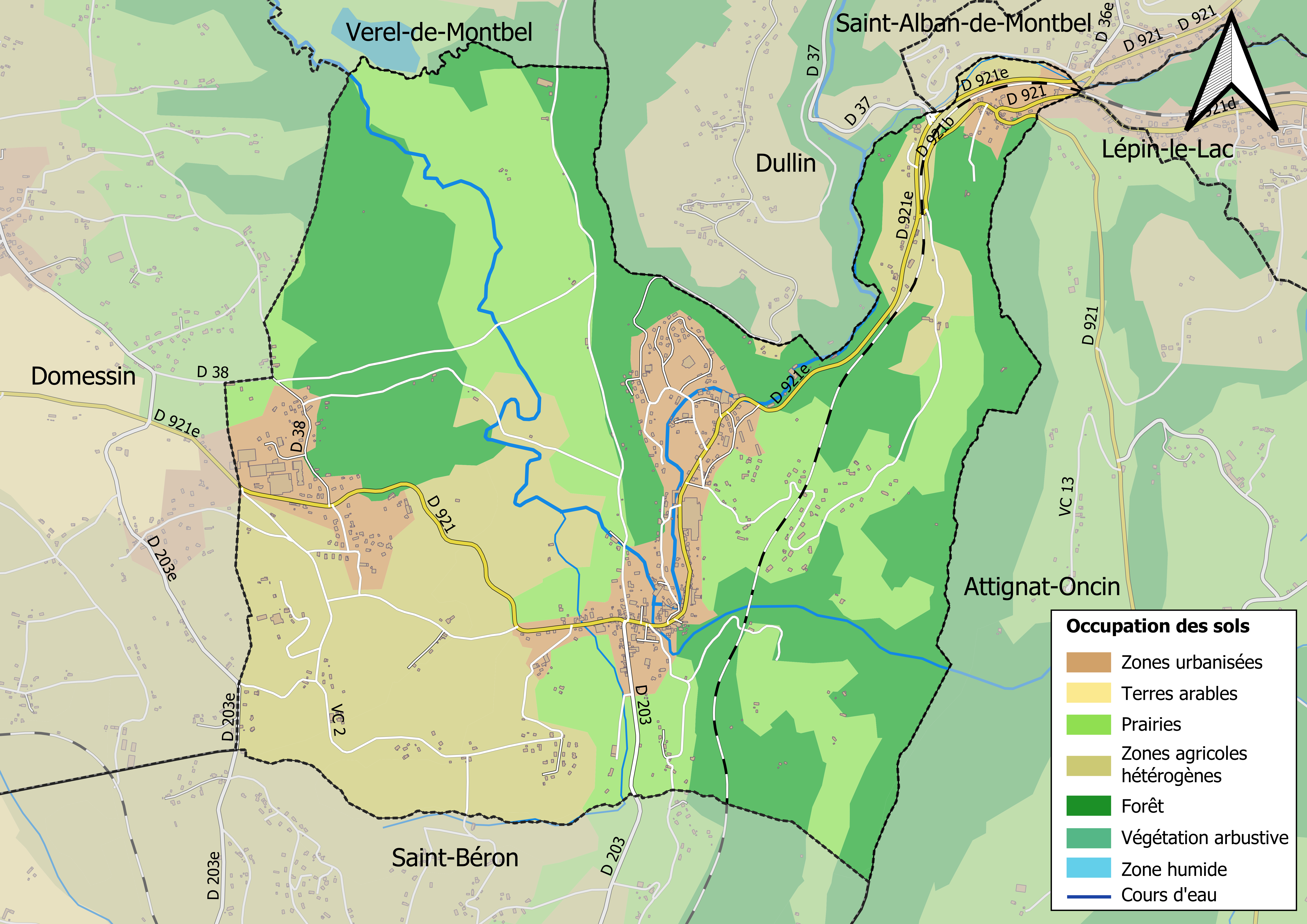
Carte des infrastructures et de l'occupation des sols en 2018 (CLC) de la commune.
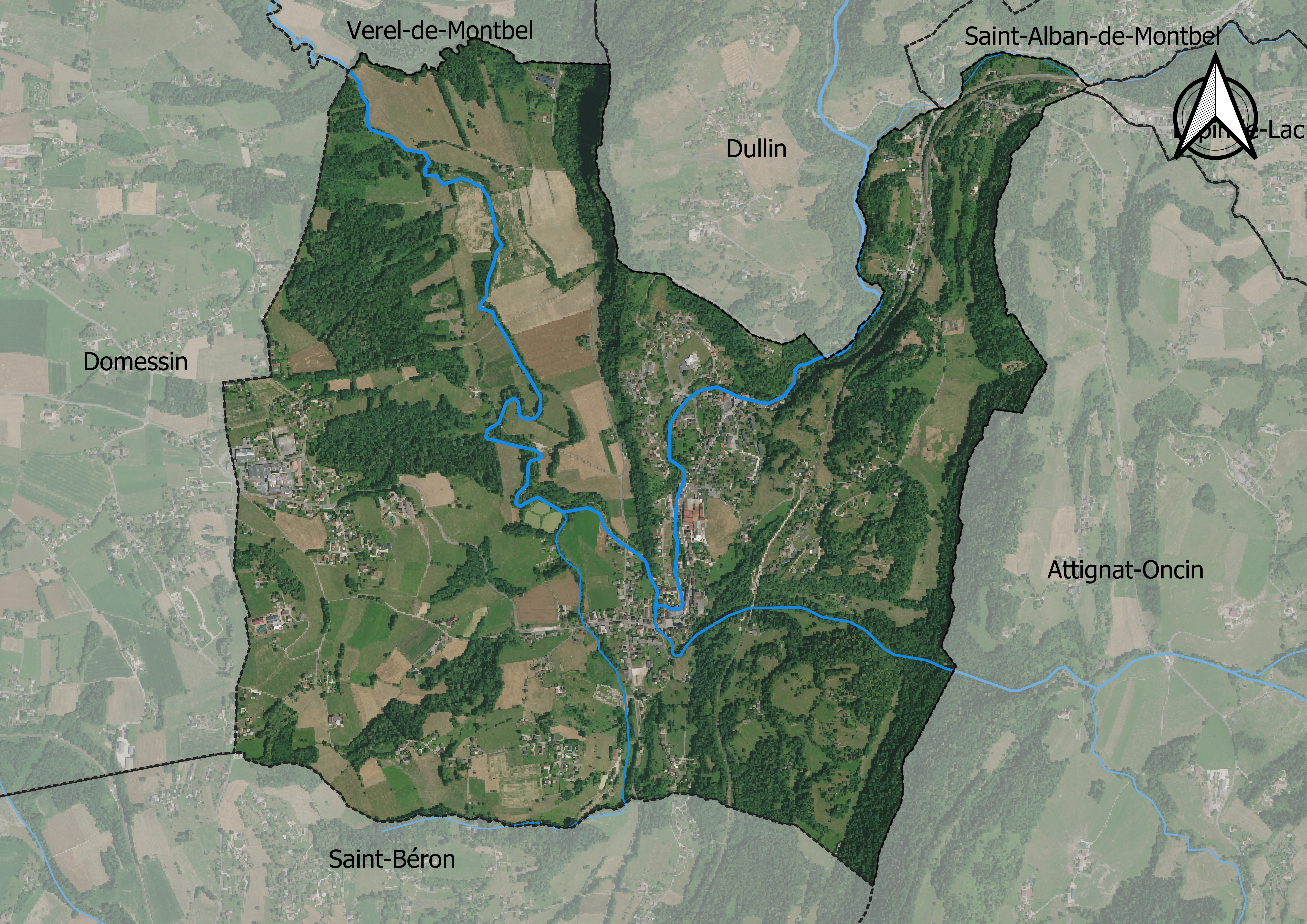
Carte orthophotogrammétrique de la commune.

## Toponymie
En francoprovençal, le nom de la commune s'écrit La Barduire, selon la graphie de Conflans.

## Histoire
Au cours de la période d'occupation du duché de Savoie par les troupes révolutionnaires françaises, à la suite du rattachement de 1792, la commune appartient au canton de Pont-de-Beauvoisin, au sein du département du Mont-Blanc.
En 1912, lors de l'élection de Jules Bovagnet comme maire socialiste, La Bridoire fut la première commune de Savoie où flottait le drapeau rouge.

## Politique et administration

### Liste des maires
| Période                                  | Période                  | Identité          | Étiquette  | Qualité                                |
| ---------------------------------------- | ------------------------ | ----------------- | ---------- | -------------------------------------- |
| Les données manquantes sont à compléter. |                          |                   |            |                                        |
| 1912                                     | ?                        | Jules Bovagnet    | Socialiste | Hôtelier                               |
| mai 1945                                 | mars 1977                | Louis Martin      | PCF        | ...                                    |
| mars 2001                                | mars 2014                | Christian Billard | ...        | Président de la Communauté de communes |
| mars 2014                                | En cours (au avril 2014) | Yves Berthier     |            | Ancien employé                         |

## Population et société

### Démographie
L'évolution du nombre d'habitants est connue à travers les recensements de la population effectués dans la commune depuis 1793. Pour les communes de moins de 10 000 habitants, une enquête de recensement portant sur toute la population est réalisée tous les cinq ans, les populations de référence des années intermédiaires étant quant à elles estimées par interpolation ou extrapolation. Pour la commune, le premier recensement exhaustif entrant dans le cadre du nouveau dispositif a été réalisé en 2006.

En 2022, la commune comptait 1 206 habitants, en évolution de −4,29 % par rapport à 2016 (Savoie : +3,63 %, France hors Mayotte : +2,11 %).
| 1793 | 1800 | 1806 | 1822 | 1838 | 1848 | 1858 | 1861 | 1866 |
| ---- | ---- | ---- | ---- | ---- | ---- | ---- | ---- | ---- |
| 609  | 676  | 647  | 687  | 873  | 922  | 805  | 798  | 782  |

| 1872 | 1876 | 1881 | 1886 | 1891 | 1896  | 1901  | 1906  | 1911  |
| ---- | ---- | ---- | ---- | ---- | ----- | ----- | ----- | ----- |
| 743  | 711  | 853  | 845  | 980  | 1 054 | 1 132 | 1 086 | 1 157 |

| 1921  | 1926  | 1931  | 1936  | 1946  | 1954  | 1962  | 1968  | 1975  |
| ----- | ----- | ----- | ----- | ----- | ----- | ----- | ----- | ----- |
| 1 094 | 1 162 | 1 139 | 1 120 | 1 054 | 1 076 | 1 090 | 1 027 | 1 002 |

| 1982  | 1990  | 1999  | 2006  | 2011  | 2016  | 2021  | 2022  | - |
| ----- | ----- | ----- | ----- | ----- | ----- | ----- | ----- | - |
| 1 035 | 1 115 | 1 088 | 1 190 | 1 185 | 1 260 | 1 228 | 1 206 | - |

### Enseignement
La commune est rattachée à l'académie de Grenoble.

## Culture locale et patrimoine

### Lieux et monuments

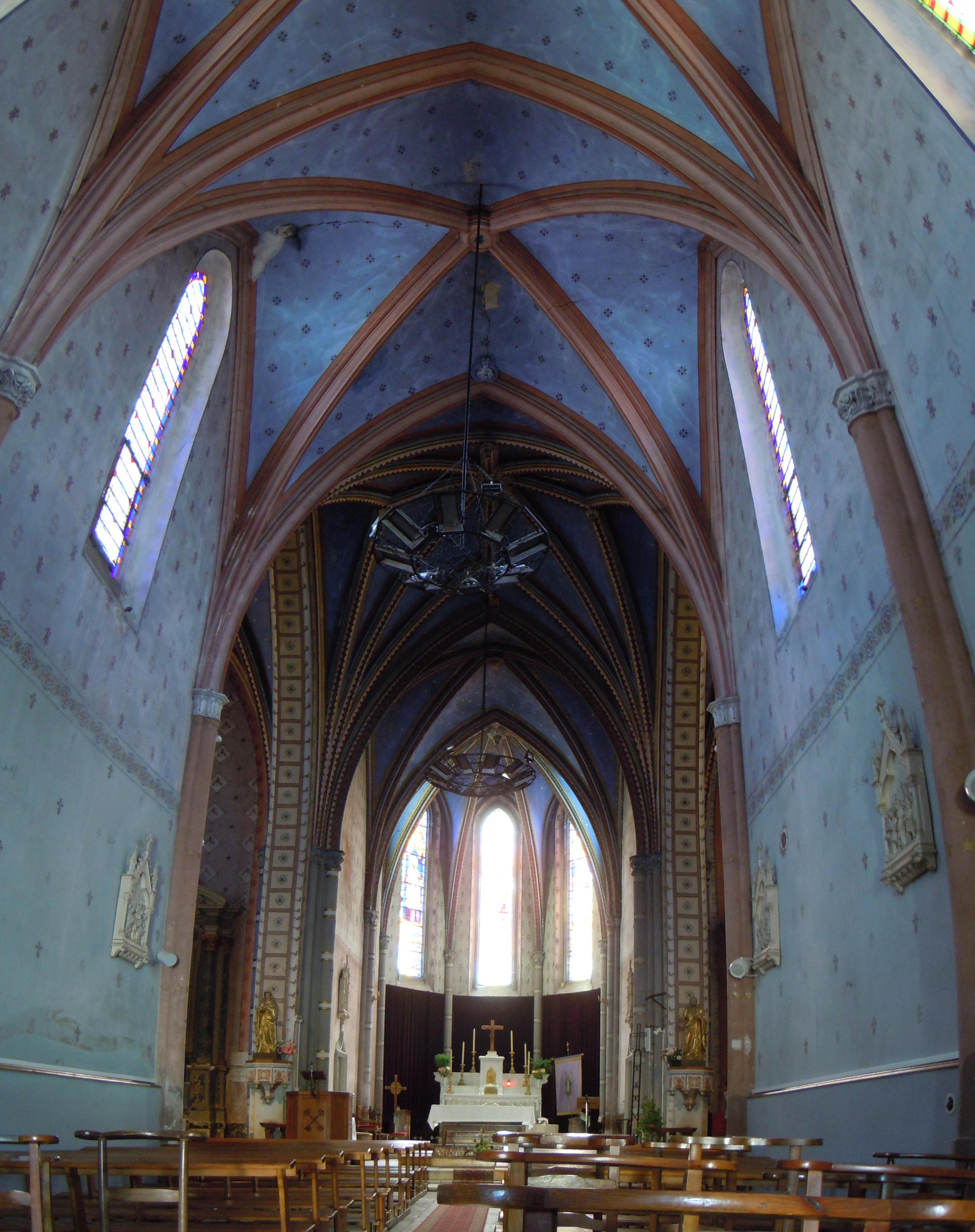
Nef de l'église Saint-Pierre.

- Les chutes du Grenand.
- Les murs de Sarrasins.
- L'église Saint-Pierre.